# Loupiac-de-la-Réole
Loupiac-de-la-Réole egy francia település Gironde megyében az Aquitania régióban. Lakosainak száma 545 fő (2022. január 1.).

## Adminisztráció
Polgármesterek:
- 2008–2020 Michel Latrille

## Demográfia
| Lakosok száma | 323  | 280  | 319  | 430  | 484  | 494  | 497  | 510  | 520  | 545  |
|               | 1968 | 1982 | 1990 | 2006 | 2013 | 2015 | 2017 | 2019 | 2020 | 2022 |

## Látnivalók
- Templom a XVI. századból